# Julian Vincent
Julian Vincent (Londres, 19 de enero de 1943) es un biólogo y profesor honorífico universitario interdisciplinario de Ciencias de la Vida e Ingeniería. A lo largo de su carrera ha estudiado el diseño mecánico de organismos naturales como inspiración para una posible aplicación en tecnología (biomímesis), y ha tratado de introducir el concepto de diseño adaptativo de la biología en el diseño de ingeniería y arquitectura avanzadas. 

## Trayectoria
Licenciado con honores en Ciencias Naturales (especialidad Zoología) en la Universidad de Cambridge (1962-1965), desarrolló los estudios de doctorado en la Universidad de Sheffield (1965-1968), redactando su tesis sobre la endocrinología del desarrollo de la cutícula en ecdisis de la langosta migratoria. 
En 1968 comenzó su trayectoria profesional incorporándose como profesor al Departamento de Zoología de la Universidad de Reading, donde fundó, junto con el profesor George Jeronimidis, el Centro de Biomimética de la Universidad de Reading. En el año 2000 se incorporó a la Universidad de Bath como profesor de Ingeniería mecánica, introduciendo conceptos y mecanismos desde la biología a la ingeniería. Ha sido también profesor en diversas instituciones como el Royal College of Art, el Imperial College London o el Departamento de Zoología en la Universidad de Oxford. Además, es profesor honorífico de biónica en la Universidad de Ciencias Aplicadas de Rhein-Waal en Kleve, en la Universidad de Clemson en Carolina del Sur, y en la Universidad Heriot-Watt en Edimburgo. Al mismo tiempo es presidente de la Sociedad Internacional de la Ingeniería Biónica (ISBE), comunidad y foro sobre el desarrollo de ideas para la tecnología basadas en la observación de los organismos vivos.
En 2008 creó el proyecto BioTRIZ junto con los profesores Olga and Nikolay Bogatyrev, como método que establece las reglas para desarrollar una versión “bio” o “verde” de TRIZ, usando la naturaleza como fuente de ideas para el desarrollo de nuevas soluciones técnicas.

## Publicaciones
Ha publicado diversos artículos y libros sobre el diseño mecánico de plantas y animales, mecánica de fractura compleja, diseño de materiales compuestos, uso de materiales naturales en tecnología, textiles avanzados, estructuras desplegables en arquitectura y robótica y sistemas y estructuras inteligentes. Una de las aportaciones más importantes al campo de la ingeniería fue el libro Structural Biomaterials que se presenta como una introducción ilustrada a los materiales estructurales en organismos naturales (biomateriales) y su potencial para mejorar la tecnología humana, desde la nanotecnología hasta los textiles y la arquitectura. 